# Hugues Jannel
Pour les articles homonymes, voir Jannel.
Hugues Jannel, né le 23 juillet 1985 à Paris, est un joueur de basket-ball professionnel français. Il évolue au poste d'intérieur et mesure 2,08 m.
En 2001, Jannel est membre de l'équipe de France de basket-ball cadet qui participe au championnat d'Europe cadets. Il est sélectionné chez les  moins de 18 ans en 2002, puis les moins de 20 ans en 2005.
En 2006-2007, il est champion de la saison régulière suisse avec le club de Boncourt et vice-champion de la ligue, battu par le Fribourg Olympic en finale.

## Clubs
- 2000 - 2004 :  Centre fédéral (Nationale 1) cadets
- 2004 - 2006 :  Chalon-sur-Saône (Pro A) espoir
- 2006 - 2007 :  Boncourt (Ligue nationale A)
- 2007 - 2008 :  Reims (Pro B)
- 2008 - 2009 :  Bourg-en-Bresse (Pro B)
- 2009 - 2011 :  Liévin (Nationale 1)
- 2011 - 2012 :  Luçon (Nationale 2)
- 2012 - 2013 :  La Rochelle (Nationale 1)